# 1971年の日本公開映画
- 映画 > 映画の一覧 > 年度別日本公開映画 > 1971年の日本公開映画
- 映画 > 1971年の映画 > 1971年の日本公開映画

1971年の日本公開映画（1971ねんのにほんこうかいえいが）では、1971年（昭和46年）1月1日から同年12月31日までに日本で商業公開された映画の一覧を記載。作品名の右の丸括弧内は製作国を示す。
記載の凡例については年度別日本公開映画#凡例を参照

## 作品一覧

### 1月
- 3日
  - 野良猫ロック 暴走集団'71 （ 日本）
  - 晴れた日に永遠が見える （ アメリカ合衆国）
- 13日
  - 男の世界 （ 日本）
  - 新座頭市・破れ!唐人剣 （ 日本）
- 15日
  - おかしな夫婦 （ アメリカ合衆国）
  - 男はつらいよ 純情篇 （ 日本）
  - THE BODY 肉体 （ イギリス）
- 23日
  - 哀しみのトリスターナ （ フランス /  イタリア /  スペイン）
  - ケマダの戦い （ イタリア）
- 27日
  - 先天性欲情魔 （ アルゼンチン）
- 29日
  - ナンバーワン物語 （ アメリカ合衆国）
- 30日
  - 黒の捜査線 （ アメリカ合衆国）

### 2月
- 6日
  - 真昼の死闘 （ アメリカ合衆国）
- 10日
  - 内海の輪 （ 日本）
- 11日
  - エルビス・オン・ステージ （ アメリカ合衆国）
  - 空爆大作戦 （ イタリア /  スペイン /  フランス）
- 13日
  - 関東テキヤ一家 喧嘩火祭り （ 日本）
  - ソルジャー・ブルー （ アメリカ合衆国）
  - 博奕打ち いのち札 （ 日本）
  - リオ・ロボ（ アメリカ合衆国）
- 16日
  - 裏切り鬼軍曹 （ アメリカ合衆国）
- 17日
  - 新女賭博師 壷ぐれ肌 （ 日本）
  - タリラリラン高校生 （ 日本）
- 20日
  - さすらいの旅路 （ イギリス /  アメリカ合衆国）
- 25日
  - お前と俺 （ アメリカ合衆国）

### 3月
- 4日
  - 告白 （ フランス /  イタリア）
- 6日
  - 男一匹ガキ大将 （ 日本）
- 13日
  - シャーロック・ホームズの冒険 （ アメリカ合衆国）
- 17日
  - 東宝チャンピオンまつり （ 日本）
    - 怪獣大戦争 キングギドラ対ゴジラ
    - アタックNo.1
    - ムーミン
    - 昆虫物語 みなしごハッチ
    - いなかっぺ大将
- 20日
  - ある愛の詩 （ アメリカ合衆国）
  - ジェーン・エア （ イギリス）
  - 東映まんがまつり （ 日本）
    - どうぶつ宝島
    - 魔法のマコちゃん
    - タイガーマスク 黒い魔神
    - キックの鬼
    - のりものいろいろ

  - 泥棒野郎 （ アメリカ合衆国）

### 4月
- 3日
  - 公式長編記録映画　日本万国博 （ 日本）
  - ボクサー （ アメリカ合衆国）
  - 野生のポリー （ イギリス）
- 10日
  - 夜の訪問者 （ フランス）
- 15日
  - 幻の殺意 （ 日本）
- 16日
  - やくざ刑事 恐怖の毒ガス （ 日本）
- 24日
  - ライアンの娘 （ イギリス）
- 28日
  - 男はつらいよ 奮闘篇 （ 日本）
  - ずべ公番長 ざんげの値打もない （ 日本）
  - 日本侠客伝 刃 （ 日本）
- 29日
  - だまされて貰います （ 日本）
  - ツェッペリン （ アメリカ合衆国）

### 5月
- 1日
  - ファイブ・イージー・ピーセス （ アメリカ合衆国）
- 5日
  - 気まぐれに愛して （ フランス）
  - 君は海を見たか （ 日本）
  - 暴力団・乗り込み （ 日本）
- 8日
  - セックス喜劇 鼻血ブー （ 日本）
- 22日
  - 暁の挑戦 （ 日本）
  - 昭和ひとけた社長対ふたけた社員 （ 日本）
- 29日
  - 婉という女 （ 日本）

### 6月
- 1日
  - 懲役太郎 まむしの兄弟 （ 日本）
  - 緋牡丹博徒 お命戴きます （ 日本）
- 5日
  - 愛と死 （ 日本）
  - おくさまは18歳 新婚教室 （ 日本）
  - おんなの朝 あまから物語 （ 日本）
  - 儀式 （ 日本）
  - きんぽうげ （ イギリス）
  - 恋人って呼ばせて （ 日本）
- 10日
  - 渡世人 命の捨て場 （ 日本）
  - 流血の抗争 （ 日本）
- 11日
  - 齊人樂 （ 日本）
- 12日
  - 戦争と人間 第二部 愛と悲しみの山河 （ 日本）
  - 皆殺しのジャンゴ/復讐の機関砲 （ イタリア）
  - ロンメル軍団を叩け （ アメリカ合衆国）
- 16日
  - 雨は知っていた （ 日本）
  - 呪いの館 血を吸う眼 （ 日本）
- 19日
  - アムール （ デンマーク /  フランス）
  - ソング・オブ・ノルウェー （ アメリカ合衆国）
  - 追跡者 （ アメリカ合衆国）
  - 闇の中の魑魅魍魎 （ 日本）
- 23日
  - 十七才の成人式 （ 日本）
  - モナリザお京 （ 日本）
- 25日
  - ごろつき無宿 （ 日本）
  - 夜の手配師 すけ千人斬り （ 日本）
- 26日
  - 結婚宣言 （ イタリア /  フランス）
  - 小さな恋のメロディ （ イギリス）

### 7月
- 3日
  - 温泉みみず芸者 （ 日本）
  - 傷だらけの人生 （ 日本）
- 17日
  - 栄光のル・マン （ アメリカ合衆国）
  - ガメラ対深海怪獣ジグラ （ 日本）
  - バニシング・ポイント（ アメリカ合衆国）
- 18日
  - 東映まんがまつり （ 日本）
    - アリババと40匹の盗賊
    - 宇宙猿人ゴリ対スペクトルマン
    - ゴーゴー仮面ライダー
    - カルピスまんが劇場 アンデルセン物語
    - 魔法のマコちゃん
- 24日
  - 嵐が丘 （ イギリス /  アメリカ合衆国）
  - 東宝チャンピオンまつり （ 日本）
    - いなかっぺ大将
    - 帰ってきたウルトラマン
    - ゴジラ対ヘドラ
    - 昆虫物語 みなしごハッチ
    - わらしべ長者
- 31日
  - 逆縁三つ盃 （ 日本）

### 8月
- 7日
  - おもいでの夏 （ アメリカ合衆国）
  - 扉の影に誰かいる （ フランス）
  - ロバと王女 （ フランス）
- 12日
  - 顔役 （ 日本）
- 14日
  - 最後の谷 （ イギリス /  アメリカ合衆国）
- 25日
  - 黒の斜面 （ 日本）
  - 八月の濡れた砂 （ 日本）
  - 不良少女 魔子 （ 日本）
- 28日
  - 小さな巨人 （ アメリカ合衆国）
  - ドラキュラ 血の味 （ イギリス）

### 9月
- 4日
  - 遊び （ 日本）
- 11日
  - 雨のエトランゼ （ フランス）
  - いのちぼうにふろう （ 日本）
  - 課外教授 （ アメリカ合衆国）
- 15日
  - さらば掟 （ 日本）
  - 人間標的 （ 日本）
- 24日
  - 傷だらけの挽歌 （ アメリカ合衆国）
  - 潮騒 （ 日本）
  - 父ちゃんのポーが聞える （ 日本）
  - ヤスジのポルノラマ やっちまえ!! （ 日本）

### 10月
- 8日
  - 小さな目撃者 （ イギリス）
- 9日
  - 悲しみの青春 （ イタリア）
  - 地平線から来た男 （ アメリカ合衆国）
  - 夕陽の挽歌 （ アメリカ合衆国）
- 10日
  - ふたりの誓い （ アメリカ合衆国）
- 15日
  - すぎ去りし日の… （ フランス）
- 16日
  - 穴場あらし （ 日本）
  - 荒野の三悪党 （ イタリア）
  - コールガール （ アメリカ合衆国）
  - 殺意の週末 （ アメリカ合衆国 /  フランス）
  - ショーン・コネリー/盗聴作戦 （ アメリカ合衆国）
  - 成熟 （ 日本）
  - 大西部無頼列伝 （ イタリア）
  - フクロウと子猫ちゃん （ アメリカ合衆国）
- 21日
  - キャッチ22 （ アメリカ合衆国）
- 23日
  - 栗色のマッドレー （ フランス）
- 24日
  - ありふれたファシズム/野獣たちのバラード （ ソビエト連邦）
- 26日
  - 最後の脱出 （ アメリカ合衆国）
  - 歓びの毒牙 （ イタリア /  西ドイツ）
- 27日
  - 女番長ブルース 牝蜂の逆襲 （ 日本）
  - 昭和残侠伝 吼えろ唐獅子 （ 日本）
- 30日
  - 出所祝い （ 日本）
  - 昭和ひとけた社長対ふたけた社員 月月火水木金金 （ 日本）
  - 陸軍落語兵 （ 日本）

### 11月
- 2日
  - 紅色娘子軍 ( 中国)
- 6日
  - 朝やけの空 （ アメリカ合衆国）
- 12日
  - 北回帰線 （ アメリカ合衆国）
- 13日
  - おかしな求婚 （ アメリカ合衆国）
  - 沈黙 SILENCE （ 日本）
  - フレンズ ポールとミシェル （ イギリス）
- 20日
  - 女の花道 （ 日本）
  - 怪奇な恋の物語 （ イタリア /  フランス）
  - 団地妻 昼下りの情事 （ 日本）
- 26日
  - レッド・サン （ フランス）
- 27日
  - 荒野の無頼漢 （ イタリア）
  - 真夜中の青春 （ アメリカ合衆国）
  - ロールスロイスに銀の銃 （ アメリカ合衆国）

### 12月
- 1日
  - 愛すべき女・女たち （ フランス /  イタリア /  西ドイツ）
  - 美しき愛のかけら （ アメリカ合衆国）
  - 八点鐘が鳴るとき （ イギリス）
- 4日
  - 追撃のバラード （ アメリカ合衆国）
  - 屋根の上のバイオリン弾き （ アメリカ合衆国）
- 11日
  - 恍惚の7分間・ポルノ白書 （ アメリカ合衆国）
  - 地球最後の男オメガマン （ アメリカ合衆国）
  - パリは霧にぬれて （ フランス）
- 12日
  - 東宝チャンピオンまつり （ 日本）
    - ゴジラ・モスラ・キングギドラ 地球最大の決戦
    - 帰ってきたウルトラマン
    - 昆虫物語 みなしごハッチ
    - いなかっぺ大将
    - マッチ売りの少女
- 17日
  - 関東テキヤ一家 浅草の代紋 （ 日本）
  - 現代ポルノ伝 先天性淫婦 （ 日本）
- 18日
  - ウイラード （ アメリカ合衆国）
  - 華麗なる大泥棒 （ フランス）
  - 最後の弾丸 （ アメリカ合衆国）
- 20日
  - 男はつらいよ　寅次郎恋歌 （ 日本）
- 25日
  - 007/ダイヤモンドは永遠に （ イギリス /  アメリカ合衆国）
  - 地球最後の男　オメガマン （ アメリカ合衆国）
  - 特攻大戦線 （ イタリア）
  - ローリングストーンズ　イン・ギミー・シェルター （ アメリカ合衆国）
  - 若草の祈り （ イギリス）
  - 別れの朝 （ フランス）
- 31日
  - 日本一のショック男 （ 日本）